# Коритня

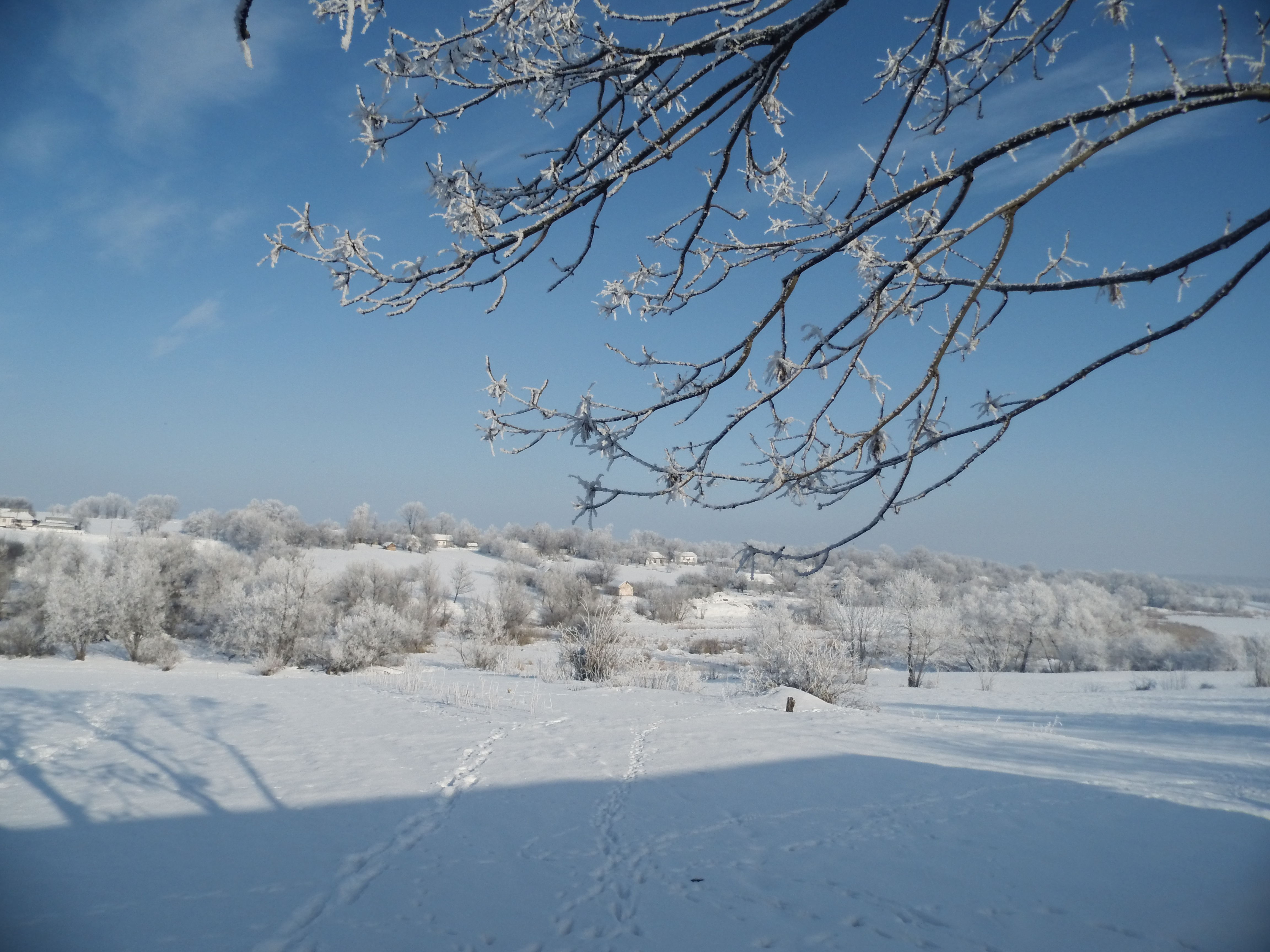
Коритня взимку

Кори́тня — село в Україні, в Монастирищенській міській громаді Уманського району Черкаської області. Розташоване за 17 км на північний захід від міста Монастирище та 10 км від залізничної станції Монастирище. Населення становить 1 008 осіб.

## Походження назви
Назва Коритня вказує на особливість рельєфу – село розкинулося на пологих схилах долини, що за формою нагадує корито. Згідно з словником Бориса Грінченка коритом називають русло річки, річище.

## Адміністративний поділ
У XVII-XVIII століттях Коритня перебувала у складі Брацлавського воєводства Речі Посполитої.
У 1793 році після другого поділу Речі Посполитої увійшла до складу Російської імперії, Брацлавського намісництва, з 1796 року село Коритня входило до Гранівської волості Гайсинського повіту Подільської губернії, з 1910 року до Підвисочанської волості Липовецького повіту Київської губернії.
Після радянської окупації у складі Монастирищенського району Вінницької області, який з 7 січня 1954 року увійшов до складу новоутвореної Черкаської області.
До 2020 року Коритня — центр сільської ради, якій підпорядковане с. Жовтневе (нині с. Бубельня).
У 2020 році внаслідок адміністративно-територіальної реформи с. Коритня увійшло до складу Монастирищенської міської територіальної громади Уманського району. Разом з селом Бубельня входять до Коритнянського старостинського округу.

## Історія села
Точна дата заснування села невідома, ймовірно це був початок XVII століття, коли почали заселятися ці землі. У виданні Źródła dziejowe знаходимо екстракт від 28 серпня 1631 року про продаж князем Стефаном Четвертинським земель Кошиловських та слободи Коритної київському воєводі Стефану Хмелецькому. Після смерті останнього його майно успадкувала дружина Теофіла Хмелецька, про що нам відомо з документів 1645 року про розподіл земель поміж річками Сорока, Соб та Гірський Тікич, а також екстракту з Руської (Волинської) метрики від 7 березня 1652 року про позов Теофіли Хмелецької про вторгнення її родича Рафала Хмелецького у маєтки Балабанівка, Коритня та Лукашівка.
На Генеральній карті України французького інженера Гійома де Боплана, яка створювалась на замовлення польського короля в 1648 році, ми знаходимо Коритню під назвою "Korestena".
З середини XVIII століття село перебувало у власності родини Чорторийських. У бібліотеці князів Чорторийських у Кракові збереглися рукописи, у яких можна знайти інвентарні описи сіл, переписи мешканців, зокрема с. Коритні (Korytna) з 1756 по 1784 рр. Станом на 1756 рік у Коритні мешкало 150 родин, які разом сплачували 1237 злотих чиншу.
Після Другого поділу Речі Посполитої більшість церков Подільської губернії, які до цього були частиною Унійної (греко-католицької) церкви, увійшли до складу Російської православної церкви. 24 серпня 1794 року церква Різдва Пресвятої Богородиці села Коритня приєднана з унії в православ'я. На місце священника висвячений Яків Романович Заушкевич.
Приблизно у 1810-х роках Князь Чорторийський продав Коритню поміщику Карлу Ягеловичу. Після придушення Листопадового повстання Коритня, у якій на той час мешкало 640 жителів, конфіскована до російської казни і увійшла до складу Києво-Подільського військового поселення кавалерії.
Станом на 1885 рік у селі проживало 1477 осіб, 254 дворових господарства, православна церква, школа, постоялий будинок, водяний млин.
Згідно з кліровими відомостями від 1912 року у селі діє Свято-Різдво-Богородицька церква, священник подає такі відомості про церкву: "Побудована у 1765 році прихожанами та князем Чорторийським. Будівля дерев'яна з такою ж окремою дзівницею, покрита жолудем, надзвичайно стара і маломістка, фундамент кам'янний. Начиння надзвичайно бідне, мало хоругв і вони всі порвані, священницький одяг поношений і порваний, у всьому взагалі видна вражаюча бідність. По штату один священник, настоятель Микола Антонович Войтковський, 59 років (жалування 300 р.) і один псаломщик Никодим Васильович Триликовський, 58 років (жалування 50 р.). Церковний староста житель села Коритні Степан Лаврентійович Присяжнюк, неграмотний, 62 роки (жалування 20 р.)".
Станом на 1912 рік в селі Коритня 346 господарств, проживало 2978 людей, зокрема 2832 православних прихожан, 64 євреї, 82 католики. З 1879 року діє однокласна церковно-приходська школа, у якій навчається 48 хлопчиків та 12 дівчаток.
У 20-30-х роках ХХ століття Коритня налічувало 405 дворів, в яких проживало більше 2000 жителів. Розкуркулено 21 заможну родину. В селі утворено 3 колгоспи – «Промінь», «Добробут» і «Нове життя». Згодом колгоспи були перейменовані, отримавши більшовицькі пропагандистські назви: «ім. 7-го з'їзду Рад», «ім. Кірова», «ім. Челюскінців» та «Хвиля Жовтня», на основі останнього утворилося окреме село Хвиля Жовтня.
У боях з гітлерівцями брало участь 385 жителів села, з них 189 — віддало своє життя, 106 — нагороджено орденами й медалями. 1957 року в Коритні встановлено обеліск Слави воїнам, які загинули в боротьбі з німецько-нацистськими загарбниками.
У Коритні є середня школа, будинок культури на 400 місць, бібліотека з фондом 10,8 тис. книг, медичний пункт з пологовим відділенням на 7 ліжок, дитячі ясла на 150 місць.

## Голодомор 1932-1933
Під час Голодомору 1932-1933 років померло приблизно 600 мешканців, які поховані на сільському кладовищі. Встановлено пам'ятний знак жертвам Голодомору у 2006 році з ініціативи сільської ради.
Список жертв Голодомору 1932—1933 років по селу з Національної книги пам'яті:
1. Дімна, селянка, її дочка Марійка, 5 років, дитина, її дочка Хвіля, 17 років, селянка, 1932-1933 роки.
2. Багрій Теофан Фокович, 30 років, селянин, його син, дитина, 2 місяці, його син Вася, його син Костик, дитина, його дружина Людмила Денисівна, 32 роки, селянка, 1932-1933 роки.
3. Багрій Фока Васильович, 62 роки, селянин, 1932-1933 роки.
4. Іщук Макар, селянин, 1932-1933 роки.
5. Іщук Меланка, селянка, 1932-1933 роки.
6. Іщук Порфило, селянин, 1932-1933 роки.
7. Капітанчук Гапка, селянка, Капітанчук Лук’ян Тифонович, селянин, їх син Максим, селянин, 1932-1933 роки.
8. Ковтун Єлизавета, селянка, її син, дитина, 1932-1933 роки.
9. Лазаренко Параска, селянка, її дитина, 1932-1933 роки.
10. Мати Ігумен Тодоськи Іванівни, селянка, її батько, селянин, її 2 братм, селяни, її сестра, селянка, 1932-1933 роки.
11. Підопригора Іван, селянин, 1932-1933 роки.
12. Підопригора Семен, селянин, 1932-1933 роки.
13. Родина Поліщук Анастасії Григорівни, селянка, 1932-1933 роки.
14. Родина Русявої Аніли Павлівни, селянка, 1932-1933 роки.

## Великий терор 1937-1938
Масовий терор, влаштований радянською системою у 1937-1938 роках не оминув Коритню. У позасудовому порядку було страчено понад 100 уродженців і мешканців села, терор зачепив практично кожну родину. У жовтні 1937 року трійками НКВС були проведені масові обшуки у помешканнях жителів села, заарештовані коритняни звинувачувалися в участі у антирадянських організаціях, націоналістичній діяльності, проведеннях контрреволюційних і шкідницьких робіт, підготовці диверсій, організації повстань. Утримувалися в Уманській в'язниці, всім присуджено найвищу міру покарання - розстріл. Вбивство здійснювалося таємно у Биківнянському лісі біля Києва. Нині на стелах пам'яті Биківнянських могил нанесено більшість прізвищ репресованих коритнян. У селі встановлено пам'ятний знак жертвам репресій. У 1957 році було реабілітовано більшість невинно убитих жителів Коритні.
Список жертв Великого терору, уродженців і жителів села Коритня розстріляних у позасудовому порядку:
1. БАБІЙ Петро Павлович, 1903 р.н.
2. БАГРІЙ Григорій Якович, 1892 р.н.
3. БАГРІЙ Семен Опанасович, 1891 р.н.
4. БЕВЗЮК Василь Федорович, 1893 р.н.
5. БЕВЗЮК Никифір Прокопович, 1901 р.н.
6. БЕВЗЮК Федір Прокопович, 1896 р.н.
7. БЛІЦЬКИЙ Венедикт Станіславович, 1889 р.н.
8. БОНДАРЕНКО Семен Антонович, 1902 р.н.
9. БОНДАРЕНКО Федір Андрійович, 1892 р.н.
10. БОТЮК Іван Макарович, 1885 р.н.
11. БОТЮК Олександр Макарович, 1897 р.н.
12. БРУХ Григорій Терентійович, 1902 р.н.
13. ВОВКОТРУБ Іван Васильович, 1908 р.н.
14. ВОРОБЙОВ Феофан Іванович, 1880 р.н.
15. ГОЛЕНКО Василь Якович, 1903 р.н.
16. ГУМЕН Федот Васильович, 1892 р.н.
17. ДОПЕРЧУК Сергій Іванович, 1906 р.н.
18. ДРАЛЮК Яків Опанасович
19. ЕНДРЖІЄВСЬКИЙ Іван Адольфович, 1887 р.н.
20. ЕНДРЖІЄВСЬКИЙ Тимофій Адольфович, 1891 р.н.
21. ЗАХАРЧУК Володимир Назарович, 1890 р.н.
22. ЗІНИЧ Павло Якович, 1911 р.н.
23. ЗІНИЧ Федір Лукич, 1905 р.н.
24. ІВАНЧЕНКО Олексій Степанович, 1905 р.н.
25. ІЩУК Сазон Іванович, 1896 р.н.
26. ІЩУК Яким Артемович, 1901 р.н.
27. КОВАЛЬ Данило Васильович, 1901 р.н.
28. КОВАЛЬ Онуфрій Федорович, 1909 р.н
29. КОВАЛЬЧУК Степан Антонович, 1901 р.н
30. КОЗОДОЙ Степан Гаврилович, 1885 р.н.
31. КОЗОДОЙ Степан Маркович, 1894 р.н.
32. КОЛОТНИЦЬКИЙ Віктор Харитонович, 1905 р.н.
33. КОЛОТНИЦЬКИЙ Овксентій Анастасійович, 1885 р.н.
34. КОРЧЕВСЬКИЙ Павло Онуфрійович, 1905 р.н.
35. КРАК Іван Прокопович, 1886 р.н.
36. КУЧЕР Іван Васильович, 1895 р.н.
37. КУЧЕР Іван Гордійович, 1901 р.н.
38. КУЧЕР Федір Васильович, 1899 р.н.
39. ЛАБУНЕЦЬ Іван Кузьмович, 1896 р.н.
40. ЛІПСЬКИЙ Петро Іванович, 1888 р.н.
41. МАЛІНОВСЬКИЙ Захар Йосипович, 1892 р.н.
42. МАЛІНОВСЬКИЙ Ілько Савович, 1912 р.н.
43. МАНДРИК Дем’ян Пилипович, 1890 р.н.
44. МАНДРИК Іван Петрович, 1905 р.н.
45. МАНДРИК Олександр Павлович, 1905 р.н.
46. МАНДРИК Прокіп Йосипович, 1912 р.н.
47. МАНДРИК Яків Гаврилович, 1908 р.н.
48. МАРТИНЮК Антон Якимович, 1898 р.н.
49. МЕЛЬНИК Порфирій Микитович, 1892 р.н.
50. МЕЛЬНИЧЕНКО Ананій Дмитрович, 1907 р.н.
51. МЕЛЬНИЧЕНКО Максим Кирилович, 1905 р.н.
52. МЕЛЬНИЧЕНКО Сидір Кирилович, 1900 р.н.
53. МОКРИЦЬКИЙ Андрій Пилипович
54. МОРОЗ Іван Антонович, 1891 р.н.
55. МОСТОВИЙ Григорій Ісакович, 1911 р.н.
56. НАТЯГАНЧУК Семен Микитович, 1900 р.н.
57. НЕДОМОВНИЙ Клим Вакулович, 1899 р.н.
58. ОНИЩЕНКО Григорій Миколайович, 1901 р.н.
59. ОРЕНДАРЧУК Зіновій Олександрович, 1907 р.н.
60. ПЛЕВАКО Григорій Микитович, 1873 р.н.
61. ПЛЕВАКО Дмитро Григорович, 1911 р.н.
62. ПЛЕВАКО Іван Олександрович, 1910 р.н.
63. ПЛЕВАКО Прокіп Леонтійович, 1904 р.н.
64. ПЛЕВАКО Терентій Леонтійович, 1894 р.н.
65. ПОНАЧЕВСЬКИЙ Григорій Федорович, 1904 р.н.
66. ПРИДАТЧЕНКО Онисій Опапасович, 1898 р.н.
67. ПРИНДЮК Пилип Сергійович, 1905 р.н.
68. ПРИСЯЖНЮК Денис Васильович, 1907 р.н.
69. ПРУДИУС Сергій Тимофійович, 1898 р.н.
70. ПРУДИУС Степан Трохимович, 1898 р.н.
71. ПУГАЧ Гилько Федорович, 1904 р.н.
72. П’ЯСЕЦЬКИИ Йосип Данилович, 1897 р.н.
73. РАЗКИДАНИЙ Семен Никифорович, 1903 р.н.
74. РЕМИЗ Іван Петрович, 1893 р.н.
75. РОЗКИДАНИЙ Василь Овсійович
76. РУДИЙ Михайло Михайлович, 1902 р.н.
77. САЛО Кирило Іванович, 1898 р.н.
78. СЕЛЕЦЬКИЙ Петро Тимофійович, 1897р.н.
79. СИВАК Володимир Микитович, 1903 р.н.
80. СИВАК Денис Микитович, 1897 р.н.
81. СИВАК Степан Микитович, 1891 р.н.
82. СИВАК Феодосій Тимофійович, 1913 р.н.
83. СМІЛЬСЬКИЙ Іван Олександрович, 1896 р.н.
84. СМІТЮХ Григорій Андрійович, 1897 р.н.
85. СМІТЮХ Семен Микитович, 1905 р.н.
86. СУБОЦЬКИЙ Григорій Маркович, 1907 р.н.
87. ТКАЧУК Степан Власович, 1903 р.н.
88. ТРІЛІКОВСЬКИЙ Олександр Никодимович, 1901 р.н.
89. ФАРТУШНИЙ Ілько Савович, 1900 р.н.
90. ФАРТУШНИЙ Павло Савович, 1907 р.н.
91. ФРАНЧУК Михайло Платонович, 1900 р.н.
92. ФРАНЧУК Яків Платонович, 1887 р.н.
93. ЦЕМОНЯ Олексій Максимович, 1909 р.н.
94. ЧАЙКА Омелян Йосипович, 1913 р.н.
95. ЧАЙКА Іван Кононович, 1903 р.н.
96. ЧАЙКА Йосип Іванович, 1889 р.н.
97. ЧАЙКА Костянтин Іванович, 1880 р.н.
98. ЧЕРНИГА Данило Андрійович, 1905 р.н.
99. ШЕВЧУК Йосип Климович, 1898 р.н.
100. ЯЛОВЕНКО Гаврило Андрійович, 1904 р.н.
101. ЯНИШЕВСЬКИЙ Анастасій Петрович, 1918 р.н.
102. ЯНКОВИЙ Яким Іванович, 1901 р.н.

Список репресованих уродженців і жителів села Коритня розстріляних у судовому порядку:
1. КОВАЛЬ Йосип Федорович, 1911 р.н.
2. КОРОЛЬ Юхим Єлисейович, 1906 р.н.
3. ТКАЧУК Никифор Власович, 1908 р.н.

Список реперсованих уродженців і жителів села Коритня засуджених до ув'язнення у виправно-трудових таборах:
1. БАТЮК Онуфрій Іванович, 1914 р.н.
2. ВЛАСЮК Олексій Васильович, 1912 р.н.

## Традиції, побут та дозвілля

### Свята
У журналі "Живая старина", у статті від вересня 1894 року детально описано традицію мешканців Коритні святкувати Івана Купала:
|  | 24 червня на Івана Купала дівчата і підлітки (не старші 14-15 років) збирають квіти і сходяться разом невеликими купками де-небудь на пагорбі, на горбку або просто в затишному місці на вулиці. Тут вони плетуть віночки і одягають їх на встромлену в землю гілку вишні, яблуні або будь-якого іншого дерева (перевага надається вишневій гілці). Всі сідають навколо прикрашеної вінками гілки і співають такі пісні: Наше купало з верби, з верби, А ти (ім'я хлопця) прийди, прийди! Бо як не прийдеш на купала, То вийде з тебе душа й пара. На Івана, на Купала Вийшла (ім'я дівчини), як та панна, На неї хлопці заглядаються, На мед-горілку складаються. Було літо, була зима, Котра дурна заміж пішла, Котра розумна зосталася, З нами Купайла погралася. Пісні ці співаються по можливості кожною дівчиною. Коли закінчать співати, тоді кожна дівчина бере вінок, несе на свій город і кидає на огірки. Робиться це для того, щоб огірки добре росли і так само добре вилися як сплетені віночки. Раніше – років 5-6 тому – на Івана Купала збиралися і дорослі дівчата, точно так само плели вінки і співали ті ж пісні. В даний час дорослі дівчата припинили "на купала" свої ігри, вважаючи їх для себе зайвими та незручними. |

### Спорт
Велику роль у розвитку спорту в селі відіграв Ілько Миколайович Яловенко. У 1967 році він був призначений інструктором по спорту, на цій посаді він пропрацював більше двадцяти років. За його участі коритнянська футбольна команда "Кіровець" ("Чайка") досягла найбільших успіхів: тричі ставала чемпіоном району, два рази була другою, три рази - третьою. Тричі команда грала на першість області серед команд ДСТ "Колос" і в 1972 році посіла друге місце. У цьому ж році команда виграла кубок газети "Зоря", перемігши в фіналі цибулівську "Зорю".
Всього "Кіровець" вигравав різні районні кубки шість разів. Найвідомішими гравцями команди були: В.Мельник, П.Можаєв (Мельник), М.Драган, М.Орендарчук, С.Орендарчук, В.Салецький, С.Салецький, П.Салецький, М.Мартинюк, П.Бевзюк, Ю.Колотніцький, В.Колотніцький, Г.Олещук, Ю.Боровий, А.Коваль, С.Плевако, Р.Мандрик, А.Осадчук, С.Іщук, С.Бойко, Ю.Ткачук, В.Ткачук, В.Тхір, Є.Тхір, А.Смітюх, Р.Допіра, П.Мандрик, С.Коваль.

## Прізвища мешканців
Найпоширеніші прізвища: Ботюк, Величко, Власюк, Вовкотруб, Воробйов, Гончарук, Гумен, Дзюбич, Іщук, Коваль, Козодой, Колотницький, Корчовний, Коцюба, Маліновський, Мандрик, Мартинюк, Мельник, Натяганчук, Нижник, Ніколенко, Орендарчук, Осадчук, Папуша, Пастух, Підопригора, Плевако, Поліщук, Поночовний, Приндюк, Прудиус, Розкиданий, Сивак, Смітюх, Ткачук, Франчук, Чайка, Штойка, Яловенко.

## Відомі люди
- Білоконь Олена Олексіївна (3 березня 1979) — українська співачка, артистка хору пісенно-танцювального ансамблю «Полтава» Полтавської обласної філармонії, заслужений артист України.
- Гончарук Захар Власович [Архівовано 23 травня 2021 у Wayback Machine.] (23 лютого 1921 — 19 листопада 1993) — поет, перекладач.
- Колотніцький Юрій Анастасійович (6 квітня 1944) — заслужений працівник сфери послуг України, ліквідатор наслідків аварії на Чорнобильській АЕС.[12]
- Мартинюк Василь Дмитрович (8 січня 1959) — український військовик, генерал-майор. Перший заступник Головного інспектора Міністерства оборони України.
- Мартинюк Михайло Тадейович (17 листопада 1944) — доктор педагогічних наук, професор, академік НАПН України, Заслужений працівник освіти України.
- Мельник Юрій Вікторович (нар. 1 січня 1972 в с. Коритня, Монастирищенський район, Черкаська область — пом. 7 січня 2015, у районі м. Дебальцеве, Донецька область) — учасник російсько-української війни, старший солдат 51-ї окремої механізованої бригади. Загинув 7 січня 2015-го в боях за Дебальцеве.[13]
- Лазаренко Прасковія Федорівна[ru] (27 жовтня 1927 — 30 травня 2006) — радянський передовик виробництва в сільському господарстві. Герой Соціалістичної Праці (1971).
- Покотило Олексій Іванович (25 лютого 1960) — український військовик, генерал-майор. Керівник Головного управління з питань воєнної безпеки Директорату з питань національної безпеки та оборони Офісу Президента України.
- Фартушний Іван Дмитрович [Архівовано 24 жовтня 2018 у Wayback Machine.] (1976) — кандидат фізико-математичних наук, доцент по кафедрі економічної кібернетики НТУУ «КПІ», заступник декана з навчально-методичної роботи ФММ.[14]
- Яловенко Віталій Олексійович (22 січня 1960) — генерал-полковник запасу.

## Галерея

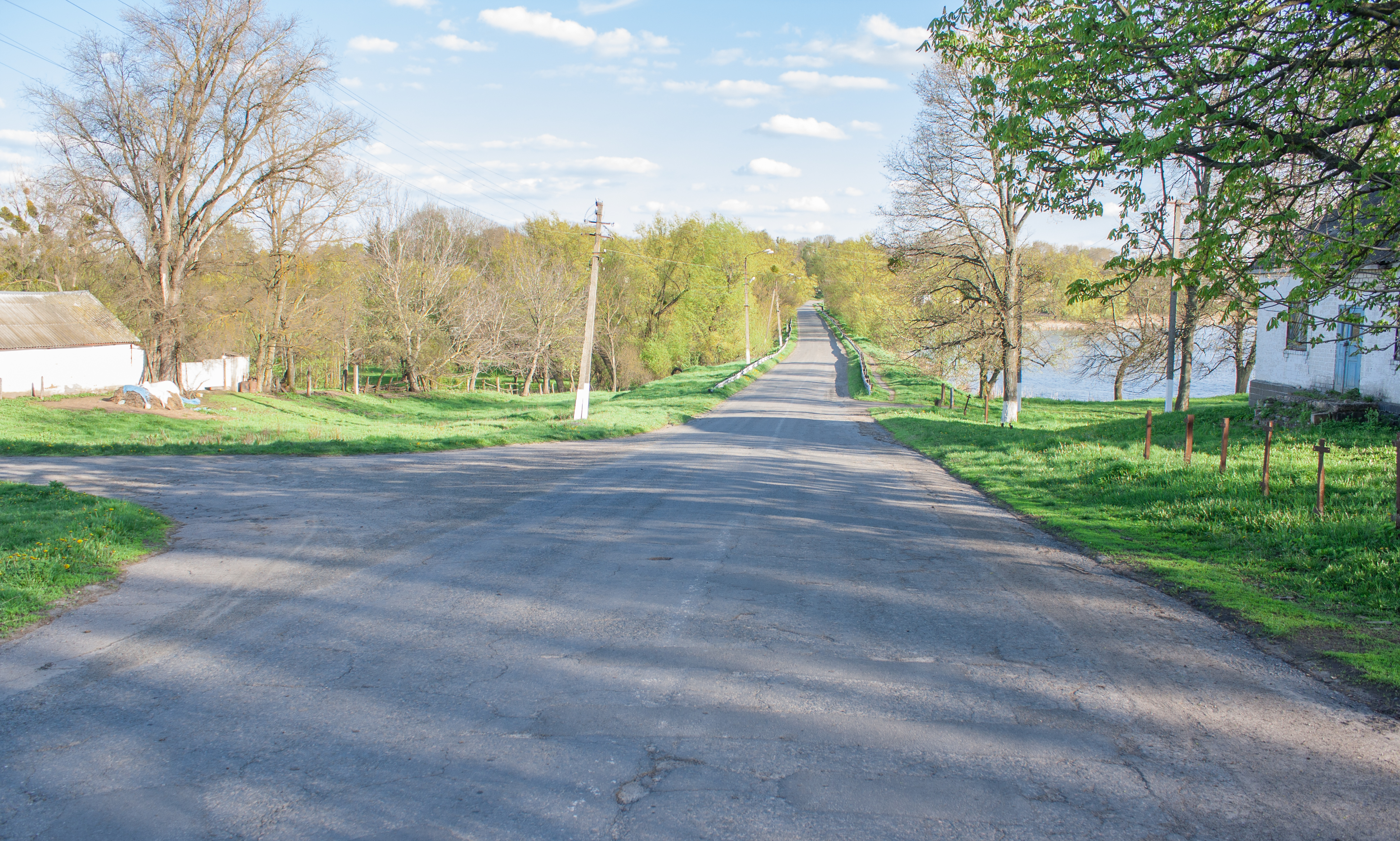
Вулиця Центральна
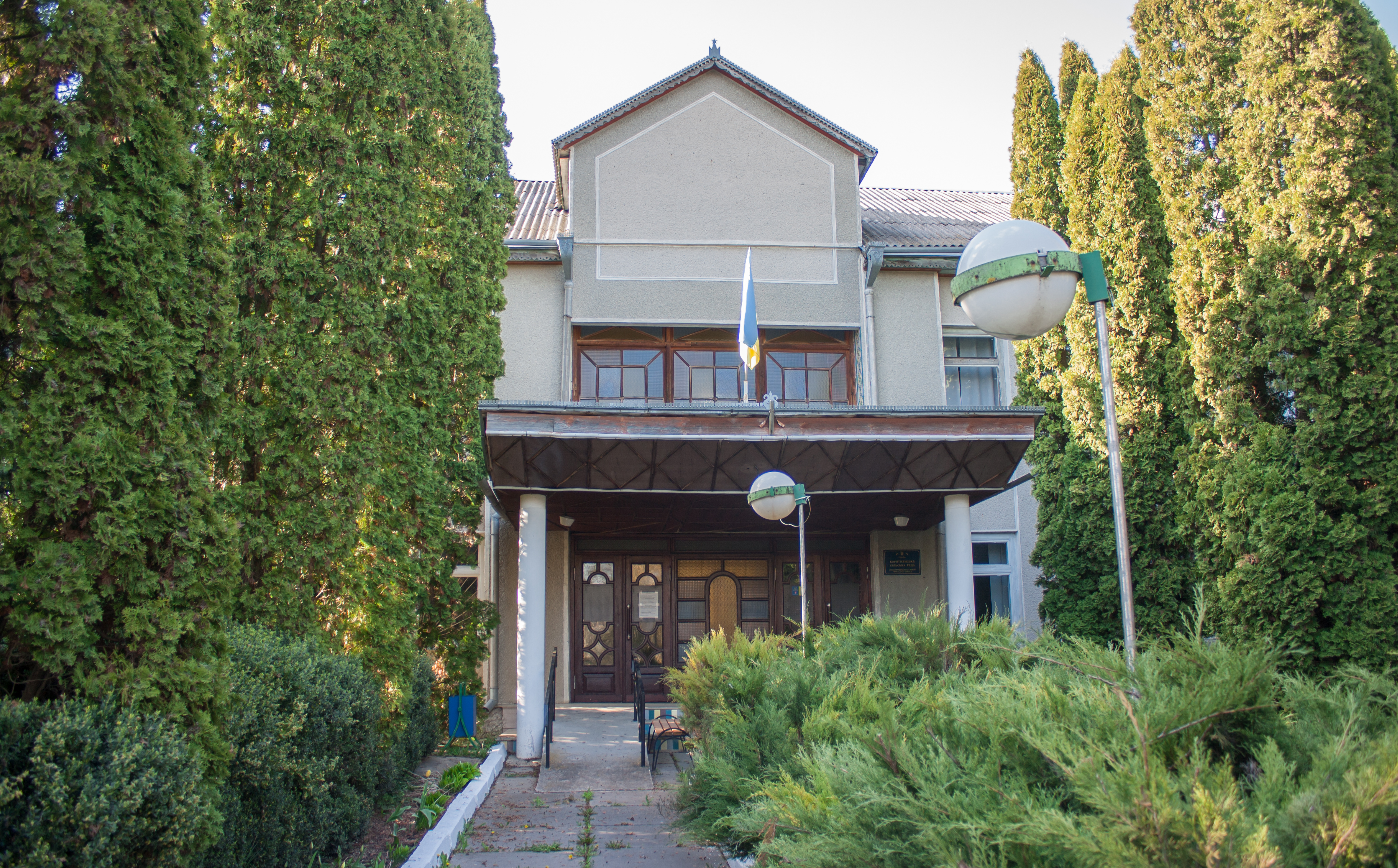
Сільська рада
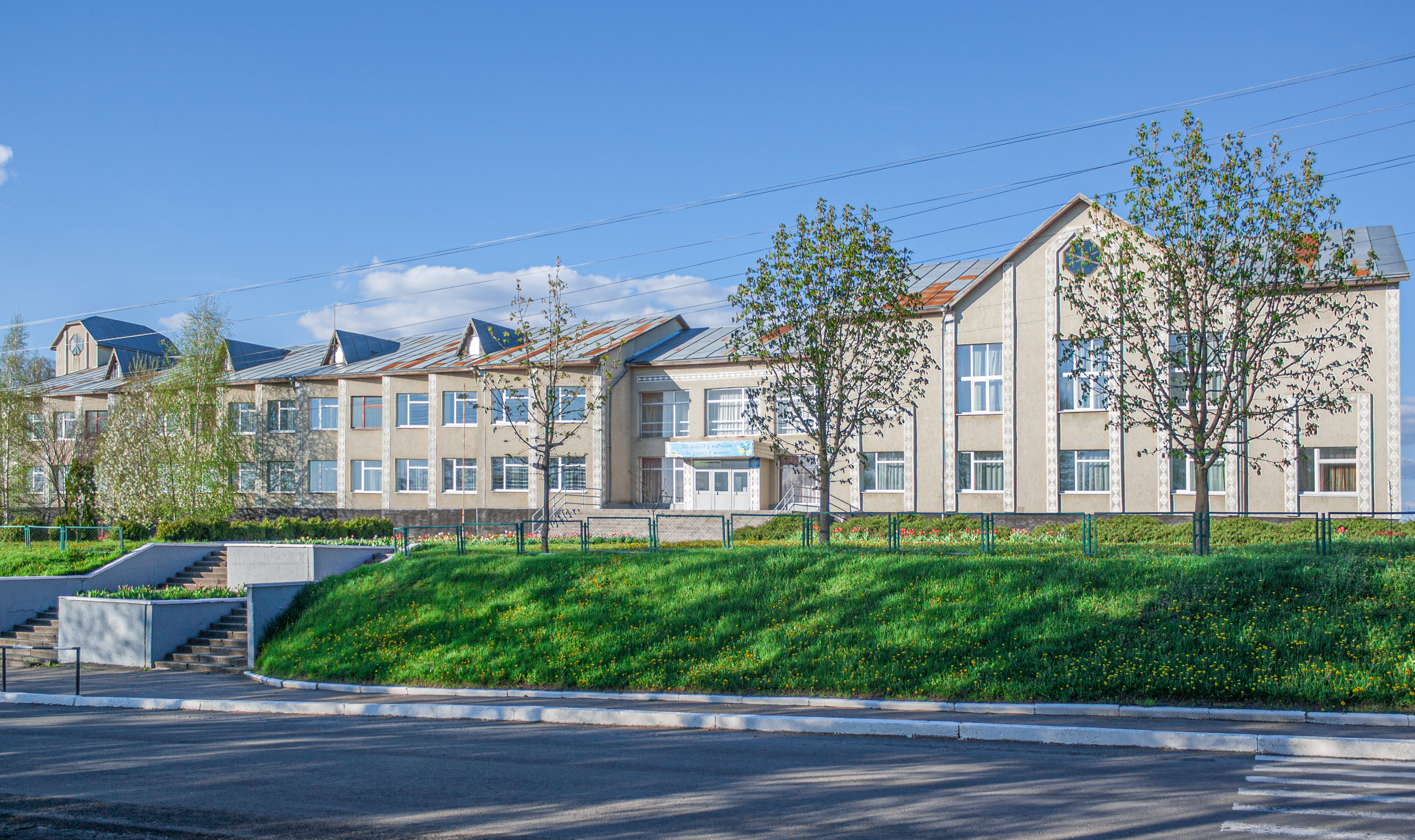
Школа
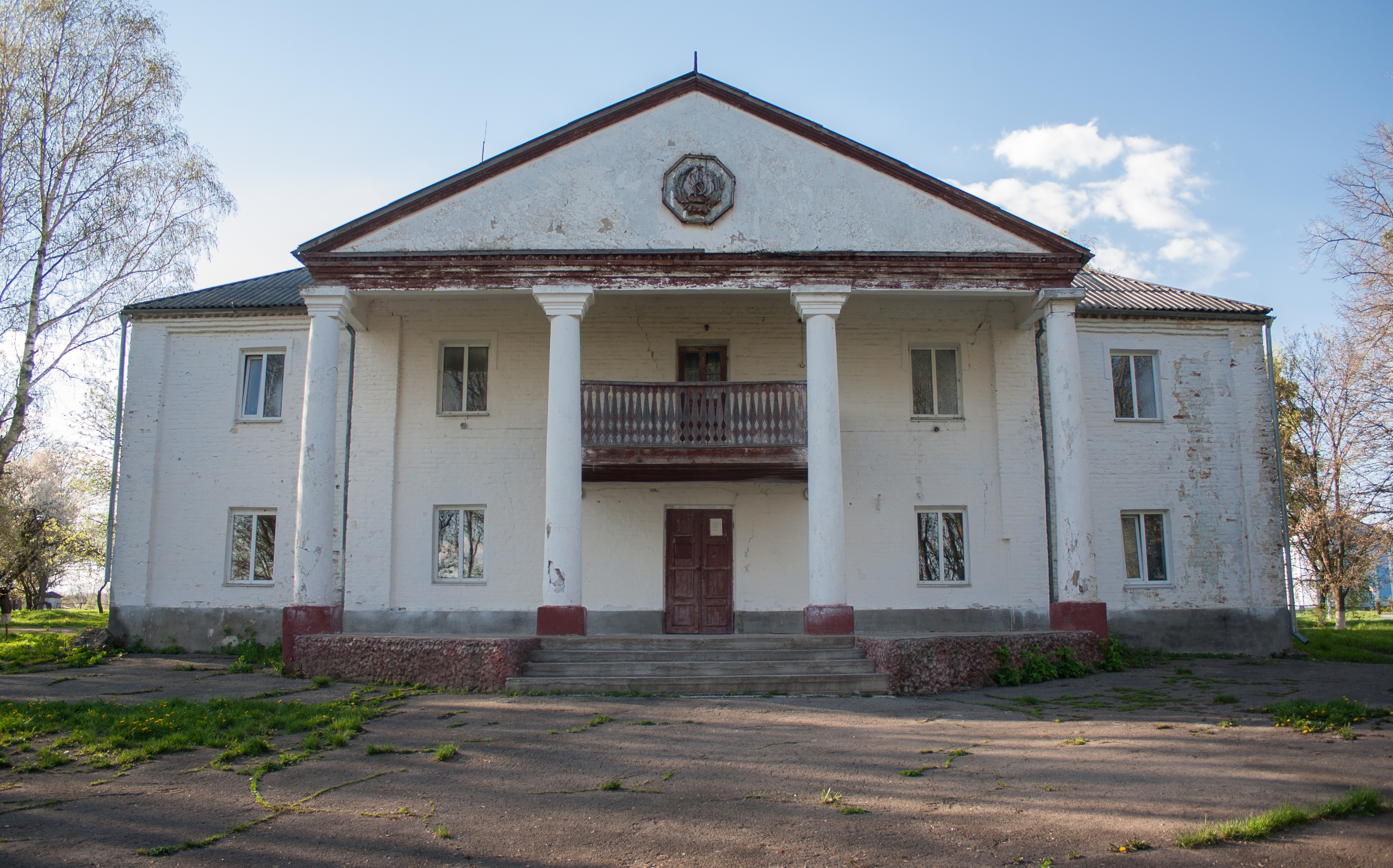
Будинок культури
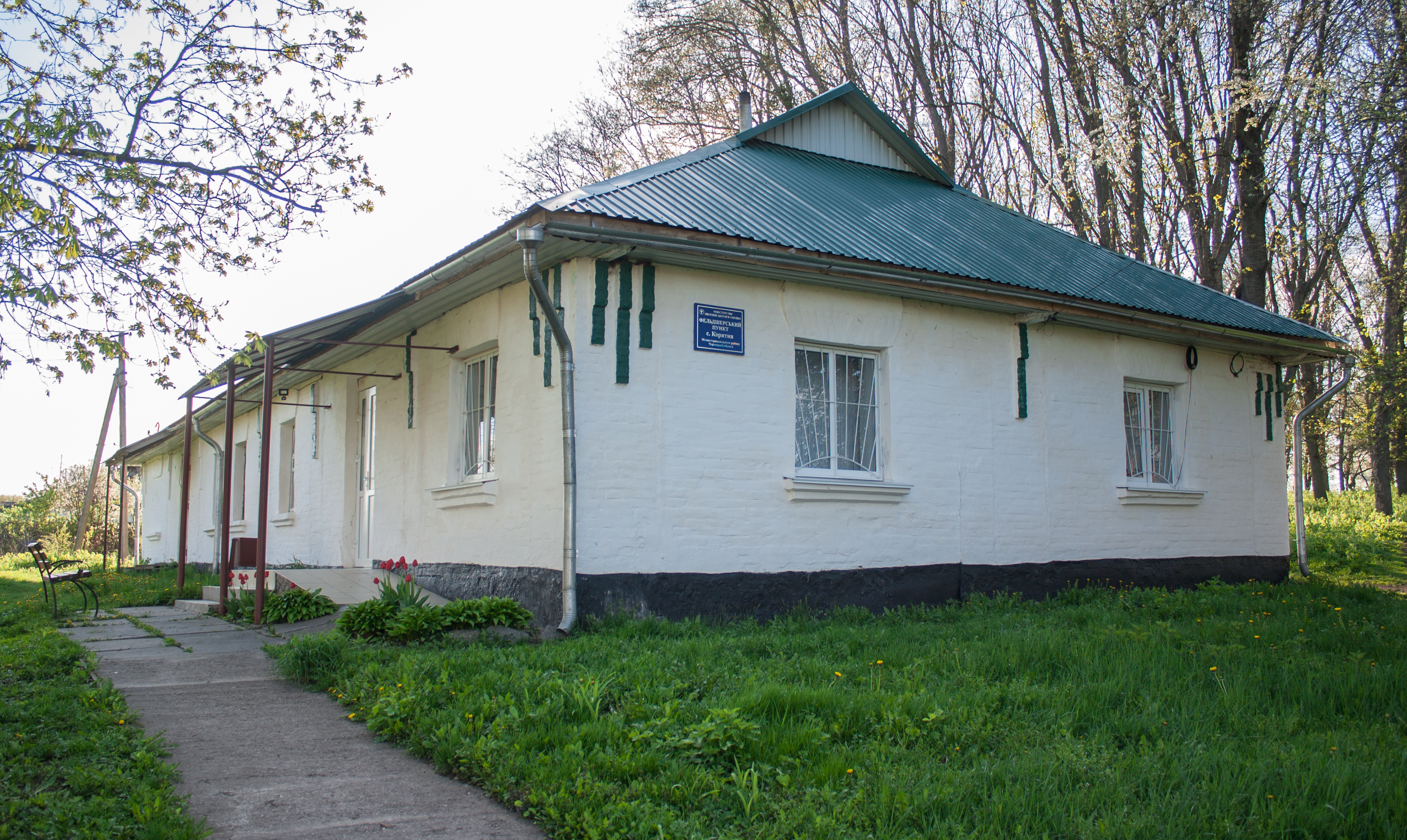
Фельдшерський пункт
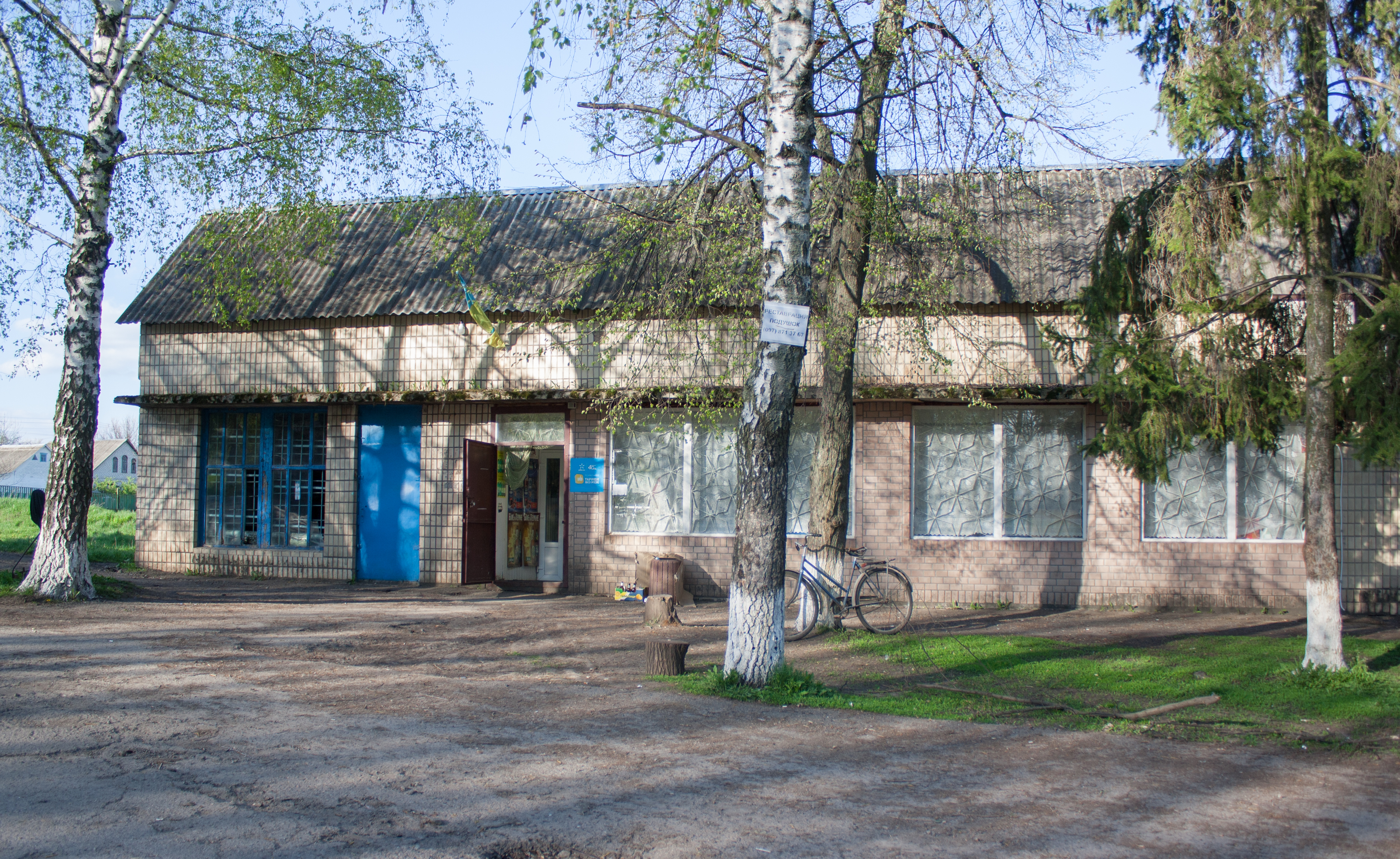
Магазин
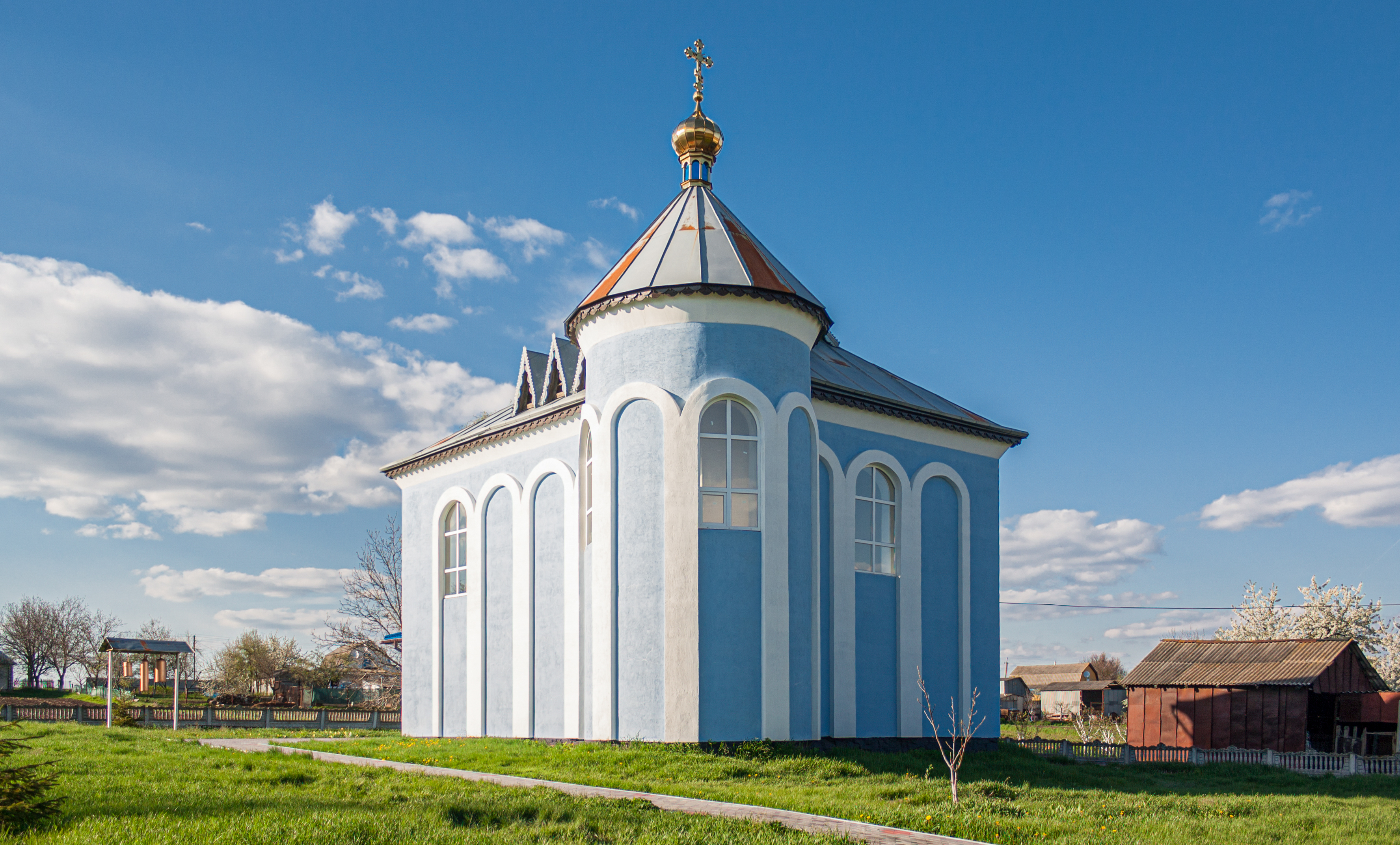
Церква
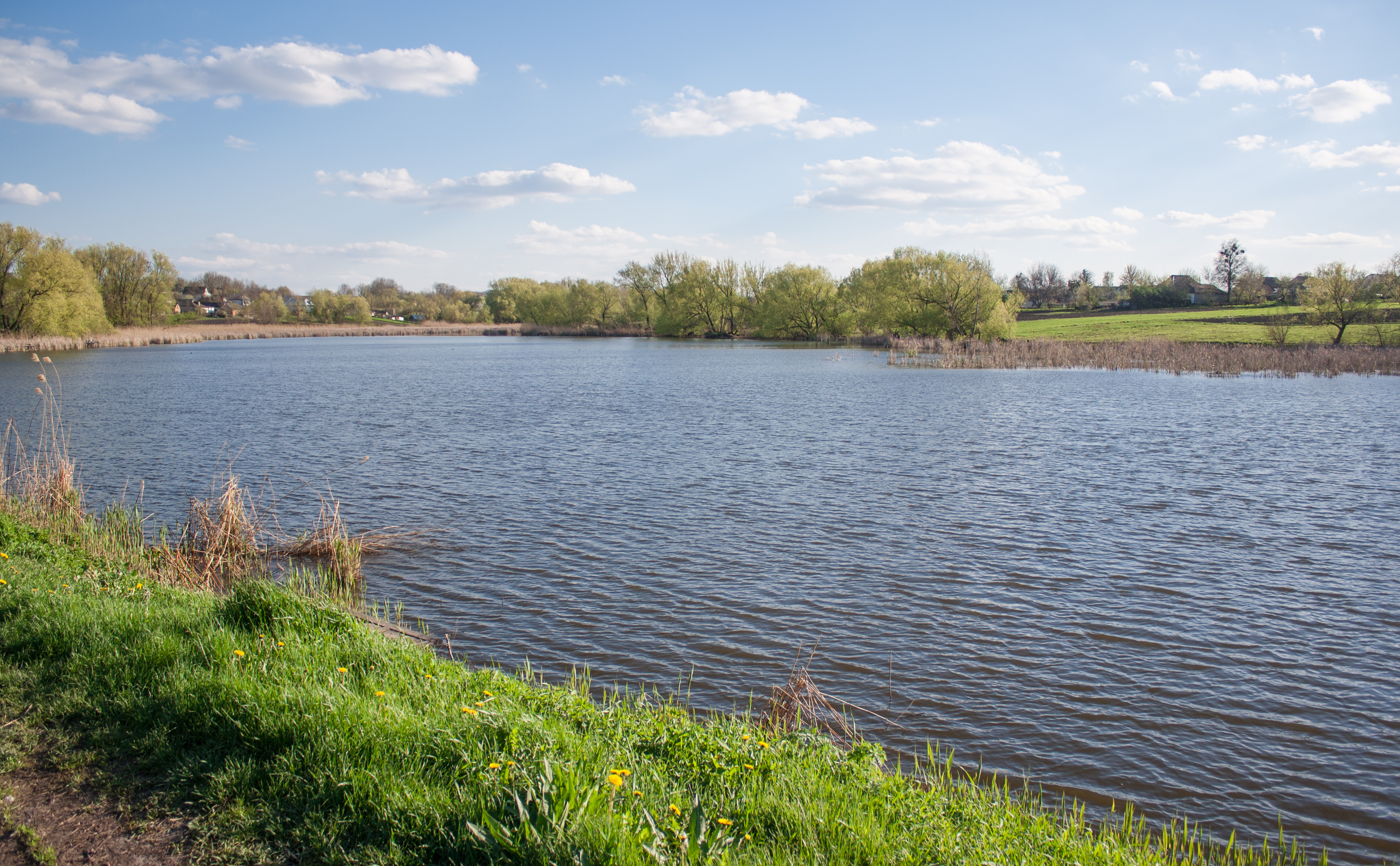
Ставок
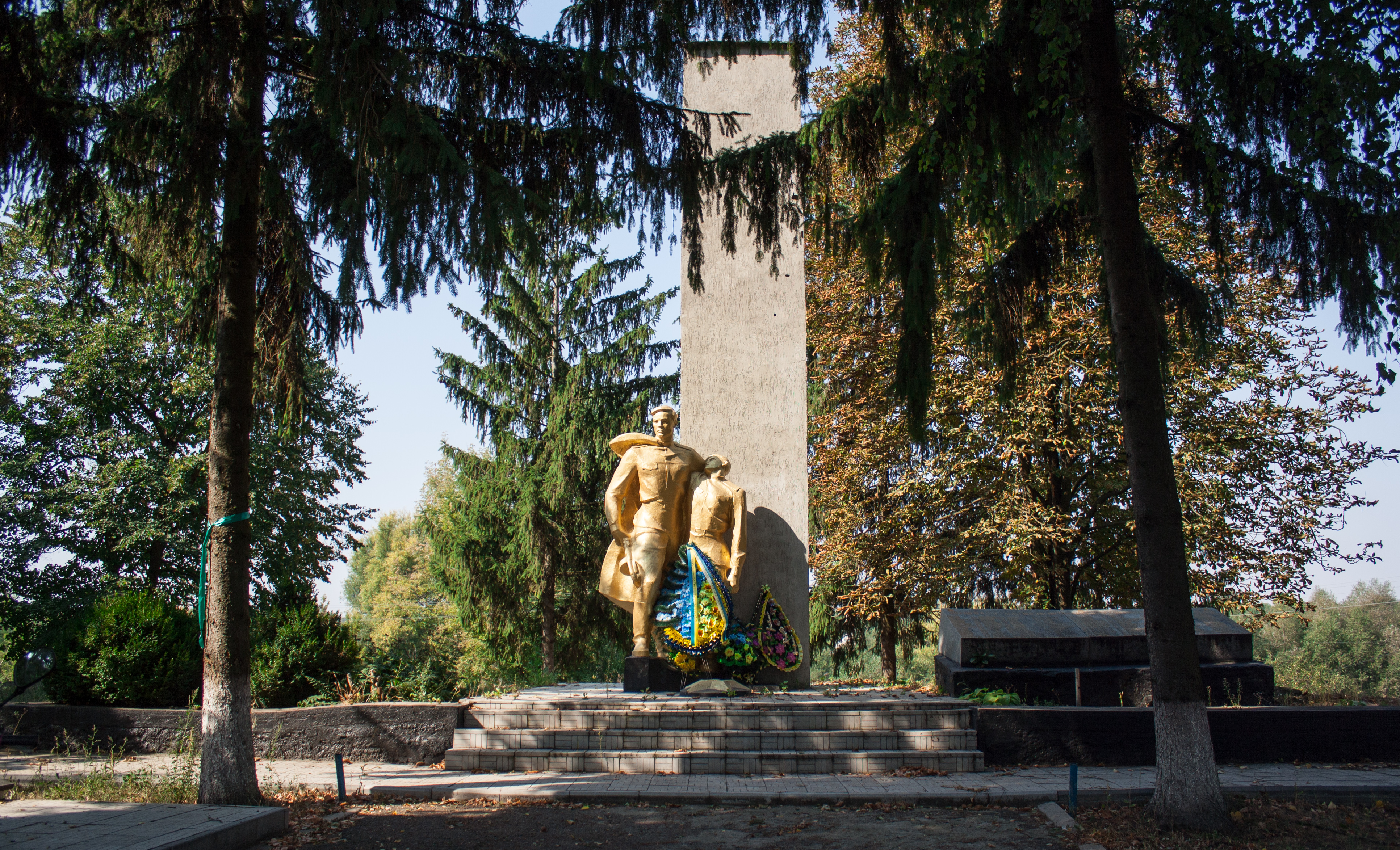
Пам'ятник воїнам-односельцям (новий)
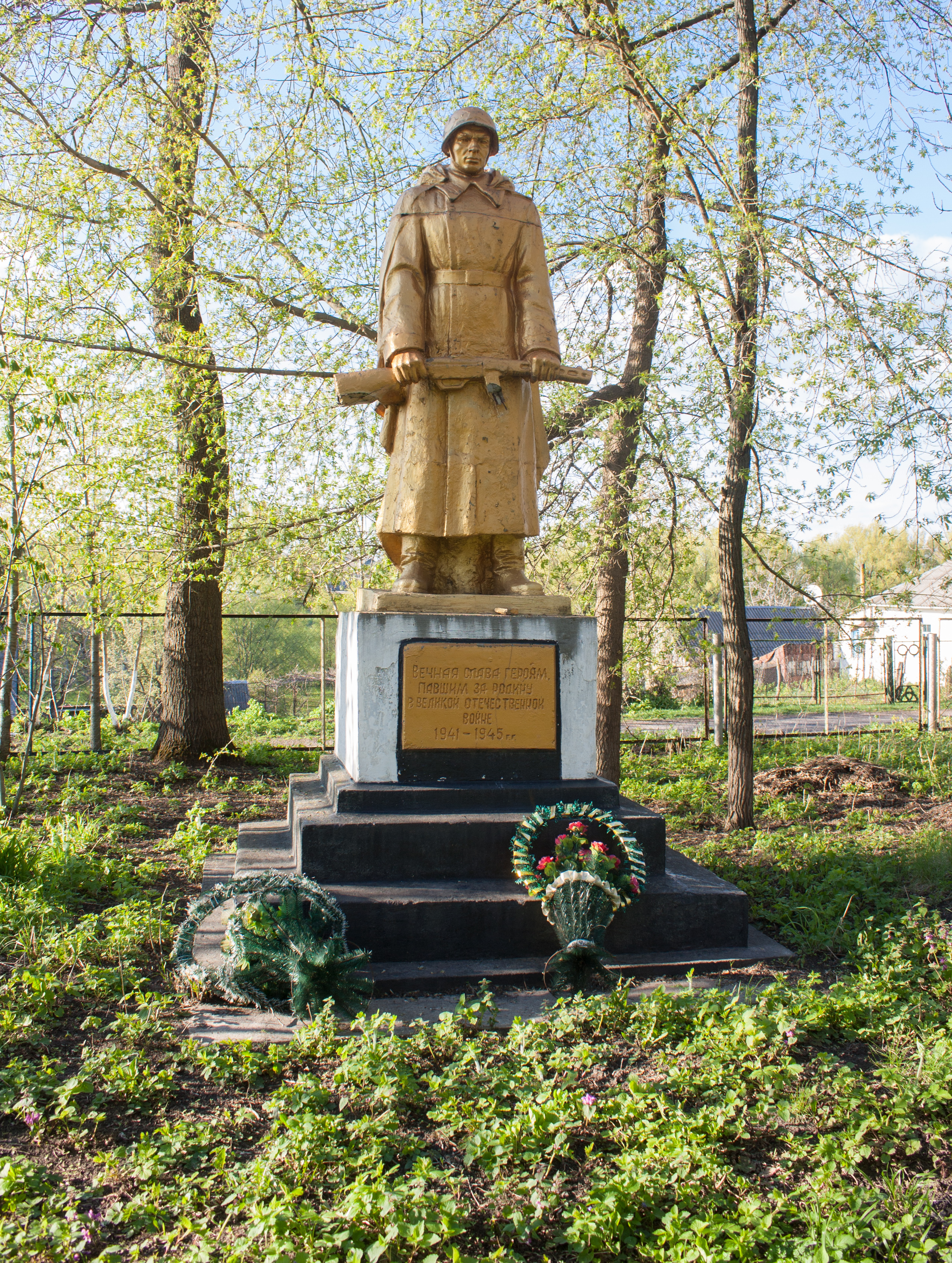
Пам'ятник воїнам-односельцям (старий)
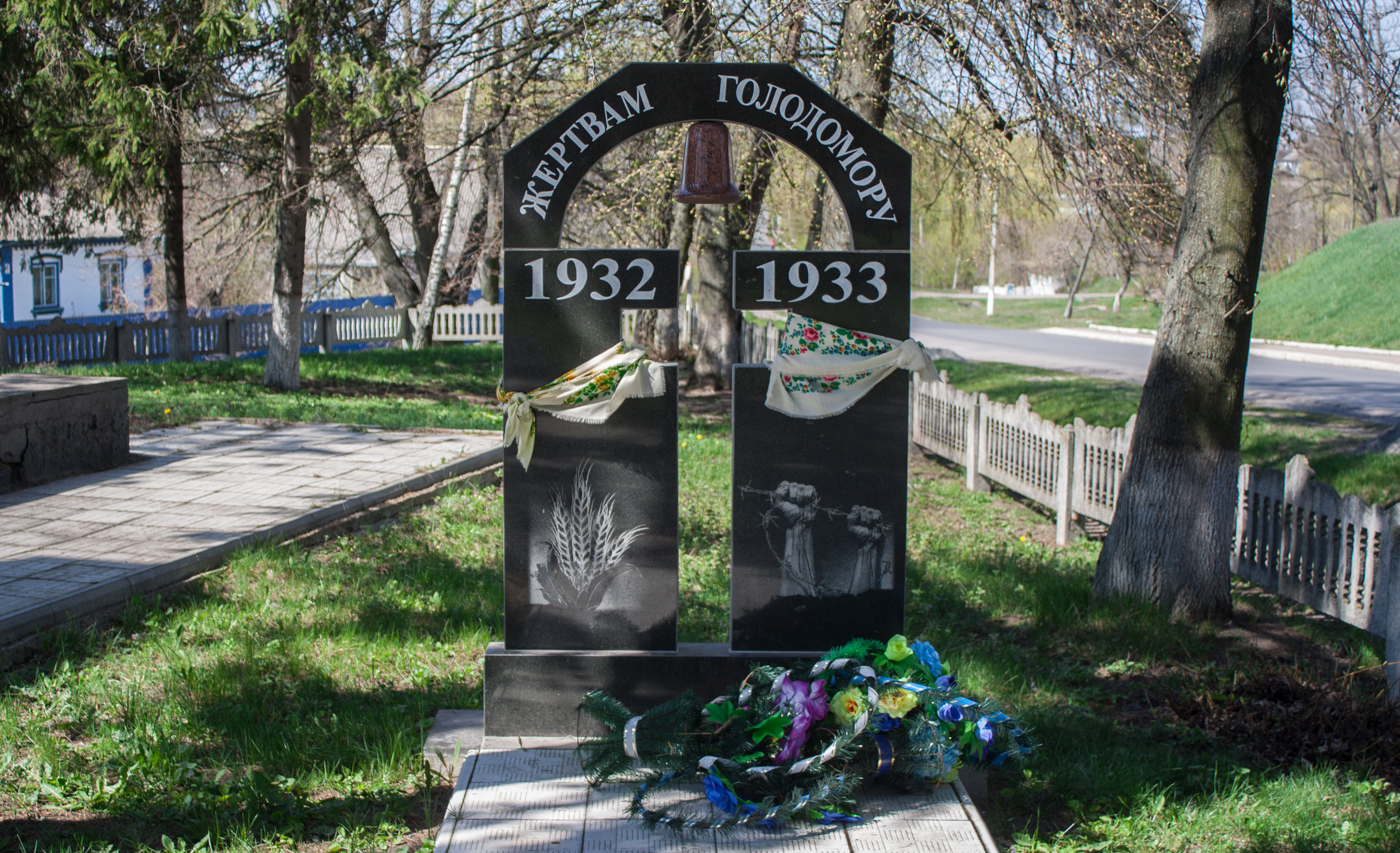
Пам'ятний знак жертвам Голодомору
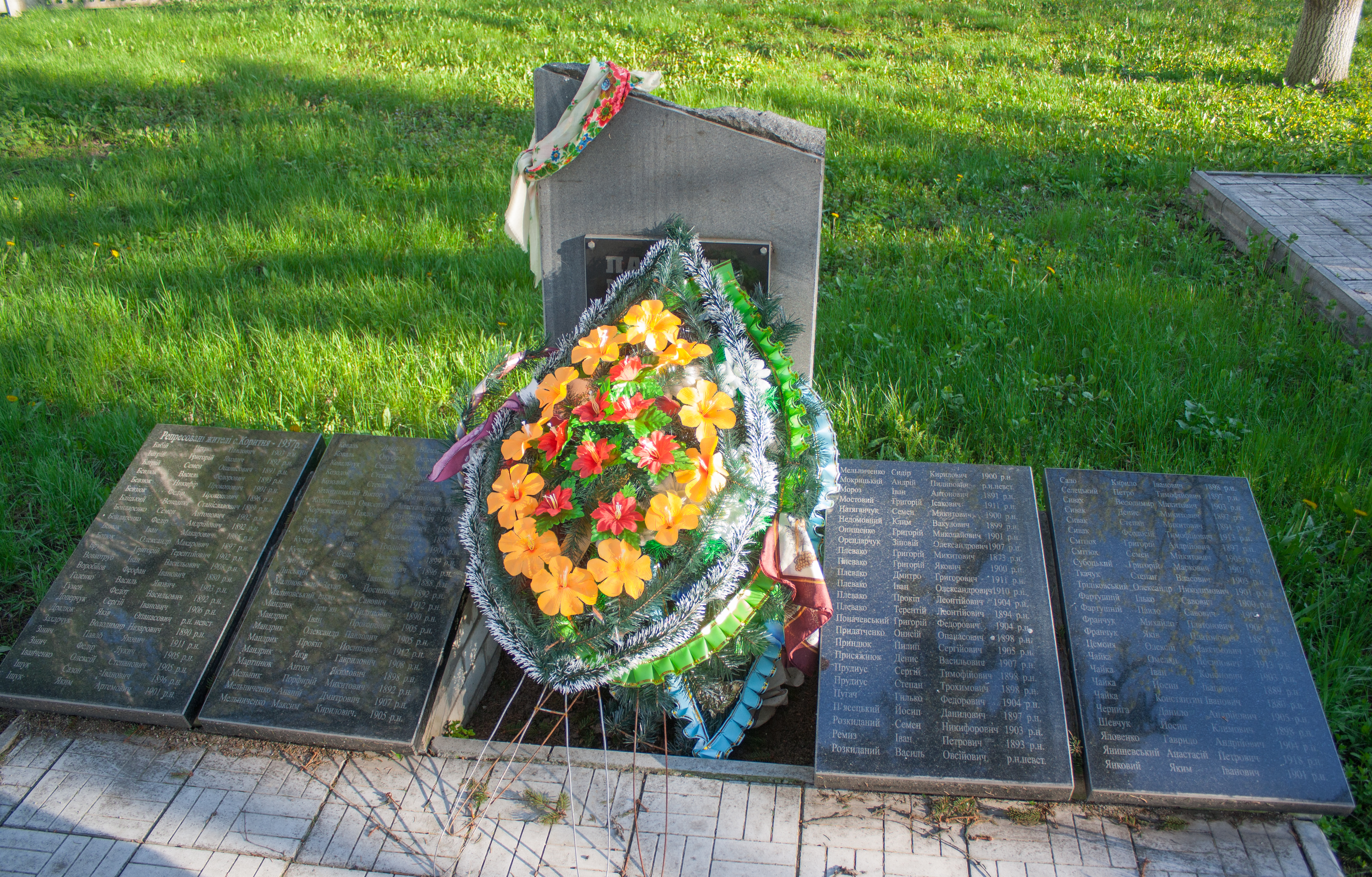
Пам'ятний знак жертвам репресій